# Битка код Киброна
Битка код Киброна одиграла се 20. новембра 1759. године између француске и британске флоте. У француској поморској литератури ова битка позната је и под називом кардиналска битка (La bataille des Cardinaux) према називу хриди пред Киброном. Битка је део седмогодишњег рата и завршена је победом Британаца.

## Увод
Главнина британске Домовинске флоте (27 линијских бродова, 6 фрегата) под адмиралом Едвардом Хоком блокирала је, почетком лета 1759. године у Бресту главнину (22 линијска брода) маршала Конфлана. Због лошег времена, Хок је прекинуо блокаду 9. новембра 1759. године. и повукао се у Енглеску, оставивши пред француском обалом неколико одреда лаких бродова. Конфлан је, искористивши одсуство британске главнине, испловио 14. новембра из Бреста према југу у правцу залима Морбијан у близини Киброна, где су се прикупљали транспортни бродови и трупе за искрцавање на британска острва.

## Битка
Због неповољних ветрова, Конфлан је стигао тек рано ујутро 20. новембра пред Морбијан где је затекао и одмах напао одред британских бродова комодора Роберта Дафа. Даф се повукао према отвореном мору, одакле је наишла британска главнина адмирала Хока који је 12. новембра кренуо из базе у Енглеској поново према Бресту и, не нашавши ту Конфлана, кренуо у потрагу за њим према југу. Да би избегао борбу са надмоћнијим противником, Конфлан се повукао према Киброну. Без обзира на тешке пловидбене услове на улазу и веома јак ветар, Хок је, гонећи Конфлана, продро у залив Киброна и у блиској борби брода против брода потопио, односно заробио 5 францских линијских бродова, међу њима и Конфланов. Остали бродови француске ескадре склонили су се у ушће оближње речице Вилен, а 7 се провукло у Рошфор.